# Chicago Marathon 2010

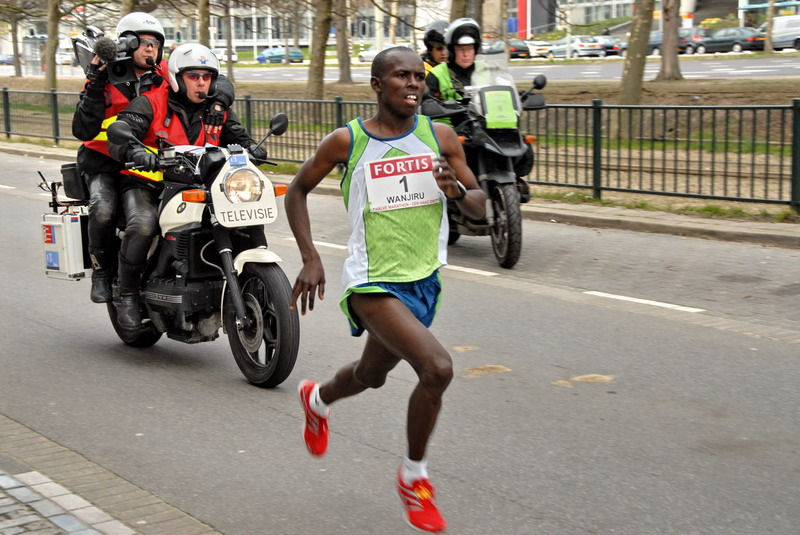
Samuel Wanjiru

De Chicago Marathon 2010 vond plaats op zondag 10 oktober 2010. Het was de 33e editie van deze marathon.
De wedstrijd werd bij de mannen voor de tweede maal op rij gewonnen door regerend olympisch kampioen Samuel Wanjiru. De Russische Lilia Sjoboechova zegevierde opnieuw bij de vrouwen in 2:20.25. In 2014 werd haar overwinning echter uit de uitslag geschrapt, nadat er afwijkingen in haar biologisch paspoort waren geconstateerd. Hierdoor schoof de Ethiopische Atsede Baysa, die in 2:23.40 als tweede was gefinisht, op naar de eerste plaats. 

## Uitslagen

### Mannen
| rang   | naam                     | land | tijd    |
| ------ | ------------------------ | ---- | ------- |
| Goud   | Samuel Wanjiru           | KEN  | 2:06.24 |
| Zilver | Tsegay Kebede            | ETH  | 2:06.43 |
| Brons  | Feyisa Lilesa            | ETH  | 2:08.10 |
| 4      | Wesley Korir             | KEN  | 2:08.44 |
| 5      | Vincent Kipruto          | ETH  | 2:09.08 |
| 6      | Robert Kiprono Cheruiyot | KEN  | 2:09.28 |
| 7      | Laban Moiben             | KEN  | 2:10.48 |
| 8      | Jason Hartmann           | USA  | 2:11.06 |
| 9      | Ridouane Harroufi        | MAR  | 2:13.01 |
| 10     | Mike Sayenko             | USA  | 2:14.27 |

### Vrouwen
| rang   | naam                  | land | tijd    |
| ------ | --------------------- | ---- | ------- |
| Goud   | Atsede Baysa          | ETH  | 2:23.40 |
| Zilver | Desiree Davila        | USA  | 2:26.20 |
| Brons  | Irina Mikitenko       | GER  | 2:26.40 |
| 4      | Mamitu Daska          | ETH  | 2:28.29 |
| 5      | Magdalena Lewy-Boulet | USA  | 2:28.44 |
| 6      | Kaori Yoshida         | JPN  | 2:29.45 |
| 7      | Chaofeng Jia          | CHN  | 2:30.35 |
| 8      | Tera Moody            | USA  | 2:30.53 |
| 9      | Fiona Docherty        | NZL  | 2:32.17 |
| 10     | Askale Tafa           | ETH  | 2:32.24 |
| DSQ    | Lilia Sjoboechova     | RUS  | 2:20.25 |
| DSQ    | Maria Konovalova      | RUS  | 2:23.50 |

1977 ·
1978 ·
1979 ·
1980 ·
1981 ·
1982 ·
1983 ·
1984 ·
1985 ·
1986 ·
1987 ·
1988 ·
1989 ·
1990 ·
1991 ·
1992 ·
1993 ·
1994 ·
1995 ·
1996 ·
1997 ·
1998 ·
1999 ·
2000 ·
2001 ·
2002 ·
2003 ·
2004 ·
2005 ·
2006 ·
2007 ·
2008 ·
2009 ·
2010 ·
2011 ·
2012 ·
2013 · 
2014 · 
2015 · 
2016 · 
2017 · 
2018 · 
2019 · 
2021 · 
2022 · 
2023